# Batalla de Pločnik
La batalla de Plocnik se libró en algún momento entre 1385 y 1387 en los alrededores del pueblo de Plocnik, cerca de Prokuplje, en el actual sudeste de Serbia, entre las fuerzas serbias del príncipe Lazar Hrebeljanović y los invasores turcos otomanos del sultán Murad I.

## Preludio
El ejército otomano del sultán Murad I penetró en Pomoravlje y en las regiones colinantes en 1381, talando el territorio, pero al llegar a  Dubravnica, los serbios de Lazar lo batieron y lo obligaron a retirarse. Algunos años más tarde, en 1386, el sultán volvió a atacar Serbia, esta vez con fuerzas más copiosas y, según algunas fuentes, conquistó Niš. La batalla de Plocnik fue el segundo enfrentamiento entre los otomanos y las fuerzas de Lazar; sería el último antes del desastre serbio de la batalla de Kosovo de 1389.
Sin embargo, después de Dubravnica, el sultán Murad se enfrascó en una campaña contra los karamánidas en Anatolia, a los que derrotó cerca de Konya. Algunos de los príncipes serbios vasallos del sultán lucharon junto a los otomanos. Durante la expedición, se ajustició a algunos soldados, entre los que se contaban serbios, por desobedecer las órdenes del sultán, que había prohibido robar a la población. Esto motivó que muchos de los vasallos serbios de Murad se pasasen a las filas de Lazar. Por entonces, el señor de Shkodra escribió al soberano otomano para ofrecerle su sometimiento y ayuda si el sultán le enviaba un contingente para protegerlo de sus enemigos. Murad aceptó el ofrecimiento y ordenó a uno de los jefes de los akıncı, Kula Şahin Bey (según Kemal Namık, fue este y no Lala Shahin Bajá como se afirma habitualmente), que aprestase a sus hombres para acudir en auxilio del nuevo vasallo.

## Batalla
Şahin Bey invadió Serbia al frente de veinte mil akıncıs y se enteró de que los príncipes serbios conspiraban contra él y se estaban preparando para atacarlo. Avanzó hasta Plocnik, sin avistar el ejército enemigo, por lo que comenzó a dudar de su existencia. Gran parte de sus tropas (unos dieciocho mil hombres), impacientes, desobedecieron las órdenes que tenían y se desperdigaron por la región para saquearla. Şahin Bey se quedó con apenas dos mil soldados. Los serbios, por otro parte, vigilaban al ejército enemigo y se percataron de la debilidad del jefe otomano.
Aprovechando el momento, los serbios se presentaron ante el reducido ejército de Şahin Bey con treinta mil soldados, muchos de ellos de a caballo. La caballería pesada serbia acometió al enemigo, respaldada por los arqueros montados que guardaban los flancos de la formación. El ejército otomano resistió las primeras cargas serbias, pero luego no pudo sostenerse y comenzó a retirarse; el jefe otomano estuvo a punto de perecer en el combate.
A continuación, el ejército serbio acometió a los otros dieciocho mil akıncı enfrascados en el saqueo de la comarca; sorprendidos por el enemigo y faltos de disciplina, estos fueron incapaces de resistir el embate serbio sin la dirección de Şahin Bey. Apenas cinco mil de ellos sobrevivieron a la batalla. Más del sesenta por ciento del ejército encomendado a Şahin Bey sucumbió en la expedición. Según la tradición serbia, el futuro campeón Miloš Obilić se distinguió en la lid y fue herido por una flecha otomana. Pese a que se sabe que el ejército serbio salió victorioso de la batalla, los detalles que de ella se conocen son escasos. 
Según algunos, como el historiados croata Vjekoslav Klaić, a las fuerzas de Lazar les acompañaban otras bosnias. Según una versión de la batalla, la derrota otomana se debió precisamente a la intervención de las fuerzas bosnias y a la traición de un miembro de la familia Castriota.

## Consecuencias
Esta victoria incrementó en gran medida el prestigio de los serbios y sus príncipes y detuvo temporalmente el avance otomano en la región. La batalla fue la primera derrota destacable de los otomanos en la península balcánica. Hizo que el sultán sopesase la conveniencia de abandonar la campaña de los Balcanes, aunque finalmente decidió proseguirla. Esta continuó con la invasión otomana de Bosnia, donde las huestes del sultán se enfrentaron a las de Vlatko Vuković y Radič Sanković en la batalla de Bileća (1388), en la que fueron completamente derrotadas. Luego los otomanos se batieron con los serbios en Kosovo en 1389 en un combate que terminó sin un claro vencedor, pero que se cobró la vida tanto de Murad como de su enemigo Lazar. La batalla fue el resultado de la decisión del sultán de tratar de acabar con el Imperio serbio, que parecía estar recuperándose gracias a las últimas derrotas otomanas, mediante una nueva campaña contra el núcleo de este, la región de Kosovo.
No obstante, según el historiador otomano Neşri, el combate no llegó a disputarse porque el príncipe Lazar, remiso a enfrentarse a Murad después de que este se apoderase de Niš, se avino a pagar tributo al sultán y a aportar mil hombres a su ejército.